# آریزونا ویلج (آریزونا)
آریزونا ویلج (به انگلیسی: Arizona Village) یک منطقهٔ مسکونی در ایالات متحده آمریکا است که در شهرستان موهاوی، آریزونا واقع شده‌است. آریزونا ویلج ۴٫۱۲ کیلومتر مربع مساحت و ۳۵٬۸۴۰ نفر جمعیت دارد و ۱۴۱ متر بالاتر از سطح دریا واقع شده‌است.